# 塔塔加夫妻神木

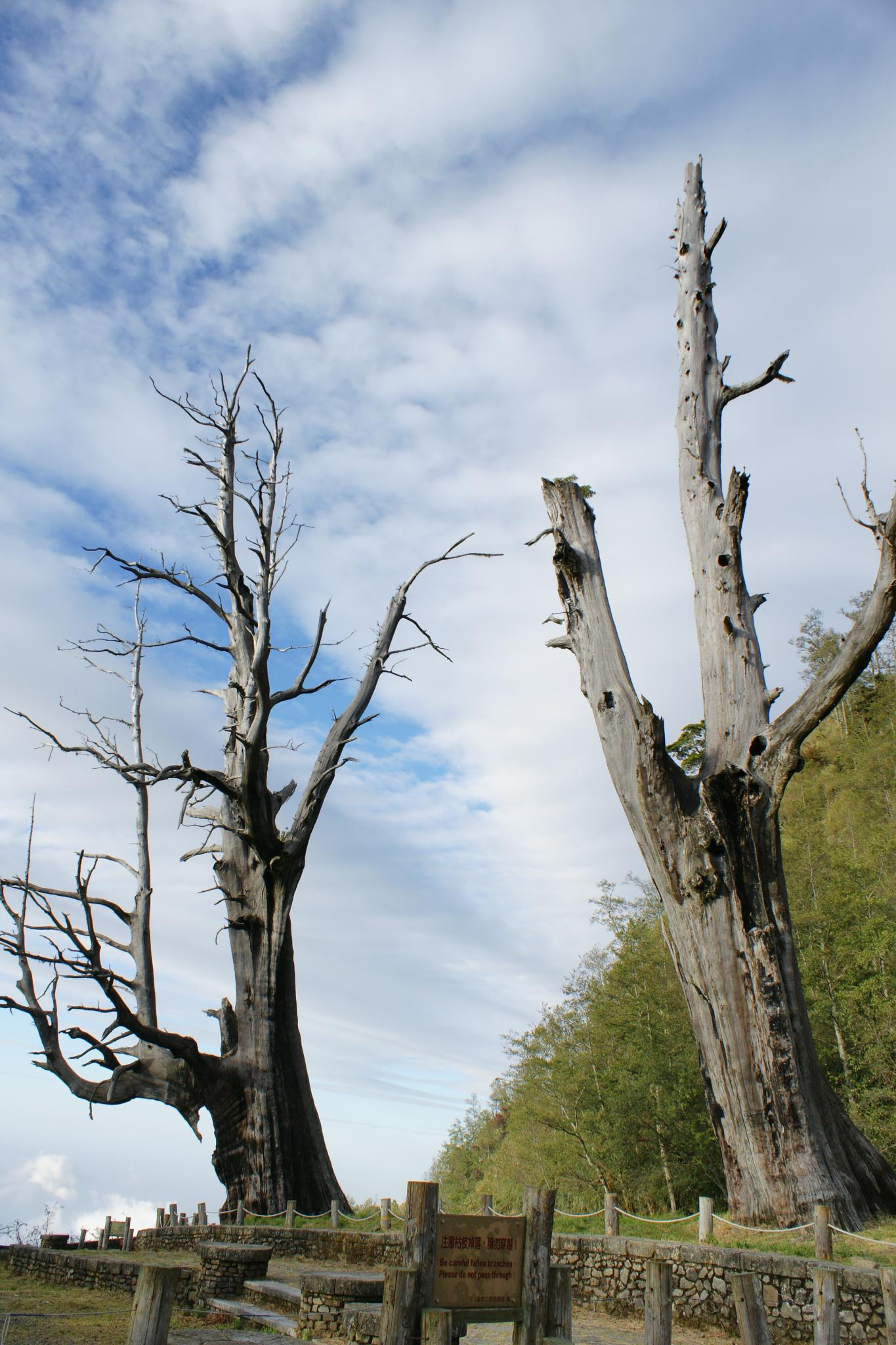
夫妻樹
夫樹（左），妻樹（右）。

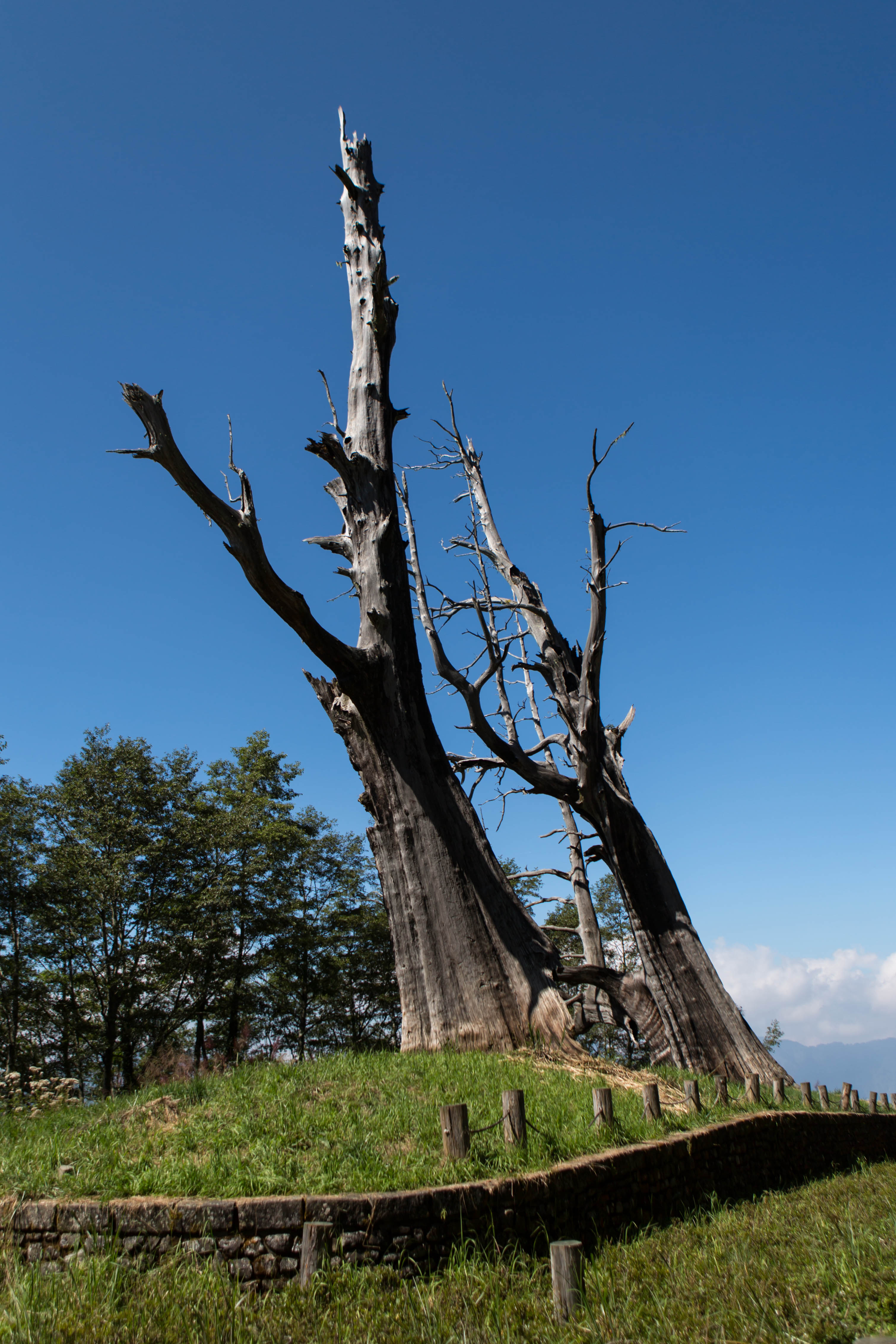
佇立於綠意盎然草地上的夫妻樹

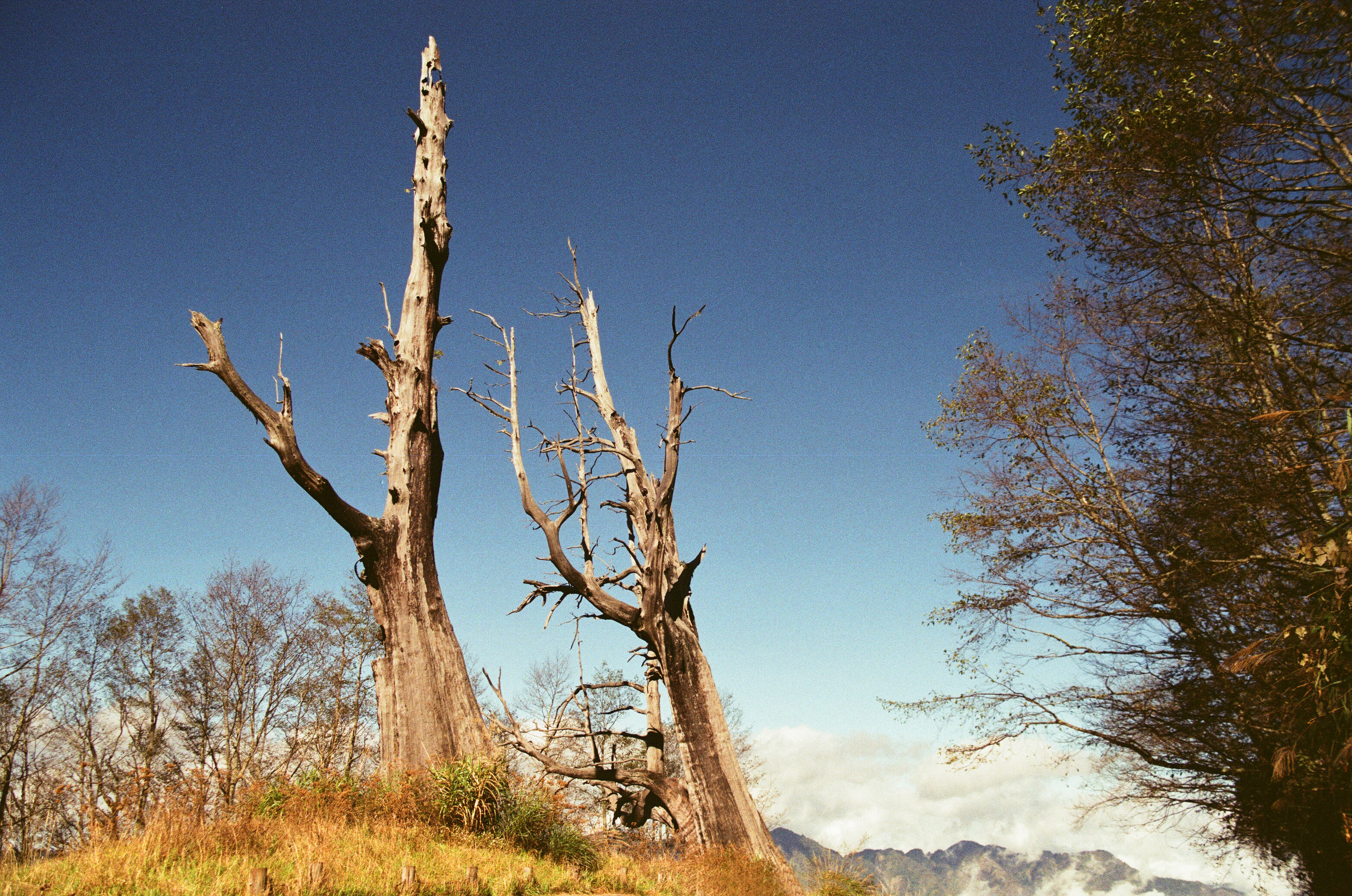
塔塔加夫妻樹

塔塔加夫妻神木，亦稱夫妻樹，是台灣著名神木之一，位於南投縣信義鄉台21線141.7公里處，鄰近塔塔加、東埔山，屬於玉山國家公園範圍內，是通往玉山登山口必經之地。
夫妻樹由兩棵成對紅檜枯木形成的神木景觀，位置恰好位在公路彎道上，因此夫妻樹格外醒目。枯木的形成是在1963年，因森林大火造成死亡，又於1996年遭到雷擊，與阿里山神木昔景相似。如今夫妻樹是玉山國家公園熱門景點之一。
2017年6月30日，夫妻樹的夫樹，因基部腐朽，加上午後雷雨而倒塌。

## 紀錄
- 樹齡：不詳（死亡前估計約千年）
- 樹高：20公尺
- 樹胸圍：不詳
- 高度：海拔2478公尺
- 地點：台21線142公里處（另有一說141公里處[2]）
- 行政區域：南投縣信義鄉同富村[3]
- 管理單位：管理者不詳

## 放倒芻議
夫妻樹雖然是玉山國家公園境內最具代表性的景點之一，但畢竟已經死亡多年，又根據玉山國家公園管理處（簡稱玉管處）調查，夫妻樹傾斜情況日益嚴重，有可能在近年內倒下，玉管處已決定將依照自然生法則採阿里山神木的模式採取「自然放倒」法，讓夫妻樹回歸大地。